# Juan Gelman

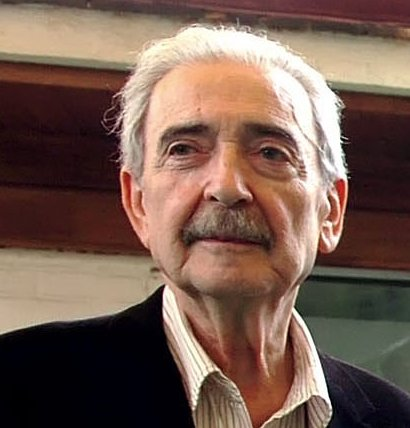
Juan Gelman in 2007

Juan Gelman (Buenos Aires, 3 mei 1930 – Mexico-Stad, 14 januari 2014) was een Argentijns dichter.

## Biografie
Gelman werd geboren in Buenos Aires als zoon van immigranten uit de Sovjet-Unie. Hij was journalist en ook politiek activist. Hierdoor moest hij Argentinië ontvluchten tijdens de coup in 1976, waarna hij vijftien jaren in ballingschap doorbracht in Italië, Frankrijk en Mexico. Zijn zoon en schoondochter werden tijdens het bewind van Jorge Videla vermoord tijdens hun gedwongen verdwijning. Zijn schoondochter was net bevallen van een meisje. In 2000 vond Gelman zijn kleindochter, die bij een gezin in Uruguay was opgegroeid.
In 2007 kreeg Gelman de Cervantesprijs, de belangrijkste literaire prijs voor Spaanstalige schrijvers.
- Bibsys: 90242650
- Biblioteca Nacional de España: XX920540
- Bibliothèque nationale de France: cb11904535v (data)
- Catàleg d'autoritats de noms i títols de Catalunya: 981058515174506706
- CiNii: DA11750148
- Digitale Bibliotheek voor de Nederlandse Letteren: gelm003
- Gemeinsame Normdatei: 119048485
- International Standard Name Identifier: 0000 0001 2120 0894
- Library of Congress Control Number: n84144283
- Bibliotheek van het Japanse parlement: 01206477
- Nationale Bibliotheek van Tsjechië: jo2004249883
- Nationale bibliotheek van Australië: 35117357
- Nationale Bibliotheek van Israël: 987007261646205171
- Nederlandse Thesaurus van Auteursnamen: 069461430
- Réseau des bibliothèques de Suisse occidentale: 02-A003286694
- Istituto Centrale per il Catalogo Unico: UR1V002836
- LIBRIS: 261974
- SNAC: w60h7cnq
- Système universitaire de documentation: 035356294
- Trove: 831555
- Virtual International Authority File: 9846589
- WorldCat: E39PBJpYCpcgMP7g8wkbRktkDq